# Lorenzo Perosi
Lorenzo Perosi   (Tortona, 21 de desembre de 1872 - Roma, 12 d'octubre de 1956) va ser un clergue i compositor italià especialitzat en música sacra.
Va dirigir durant cinquanta-quatre anys la Capella Sixtina i fou extraordinàriament famós i influent en el seu temps (sobretot entre la dècada de 1890 i la de 1920). Va pertànyer al grup de compositors italians anomenats «Giovane Scuola» (Jove Escola), entre els quals es comptaven autors tan importants com Puccini, Mascagni, Leoncavallo, Giordano o Cilea. De tots ells, Perosi va ser l'únic que no va compondre mai una òpera: la seva especialitat, dins de la música sacra, van ser els seus majestuosos oratoris, les seves misses polifòniques i els seus motets, amb els quals va impulsar un moviment de renovació de la música religiosa que es va conèixer, com cecilianisme (en honor de santa Cecília, patrona catòlica dels músics). Va ser un autor molt prolífic: segons Arturo Sacchetti, va compondre més de tres mil obres i va ser el músic de cinc Pontífexs: Lleó XIII, Pius X, Benet XV, Pius XI i Pius XII.
Una malaltia mental intermitent perjudicà la seva activitat del 1917 endavant. Fou autor d'una llarguíssima producció litúrgica, amb més de 300 misses, 22 oratoris, centenars de salms, himnes, motets, i milers de petites peces. La seva música instrumental consisteix en diverses suites, alguns concerts, una sonata, dos poemes simfònics i diversos quartets de corda.
El seu llenguatge compositiu reflecteix una impressionant varietat d'influències, però principalment del cant polifònic del Renaixement, de Wagner i del Verisme. Perosi, entre les seves moltes habilitats, tenia la de convertir els textos de les Escriptures en llibrets dramàtics, sense perdre les formes de l'oratori que les seves obres exigien. No són òperes, però hi ha en elles elements d'acció i personatges que arriben a la vora dels escenaris.

## Infantesa i joventut

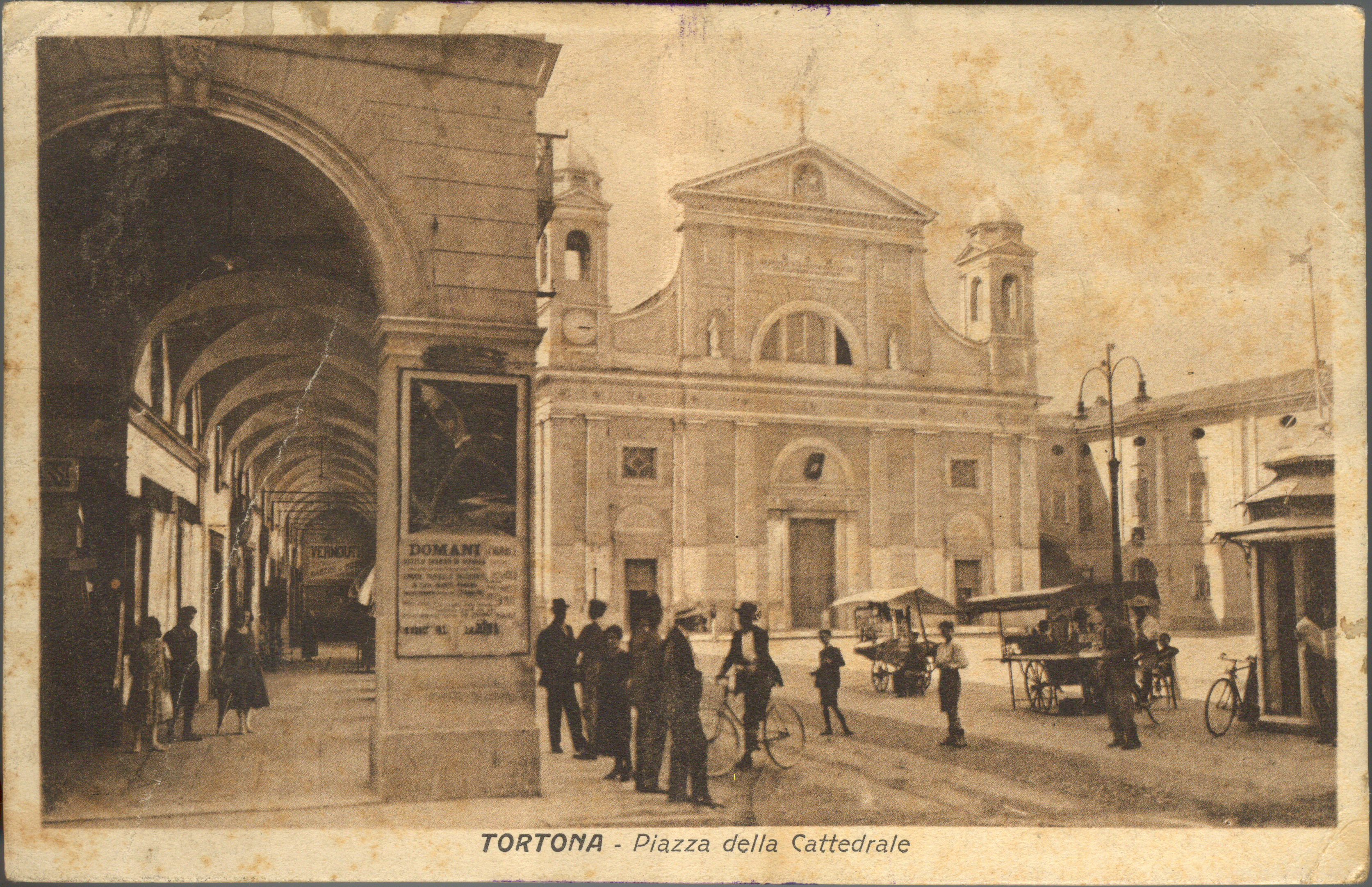
Catedral de Tortona (postal antiga dels anys 1890)

Perosi va ser un dels dotze fills del mestre de capella de la catedral de Tortona, Giuseppe Perosi, i de Carolina Bernardi, dels quals només sis van sobreviure més enllà de la infantesa. Lorenzo va créixer en un ambient familiar extremadament religiós i musical: tots els seus avantpassats des de dos segles enrere s'havien dedicat a la música i el seu pare era un dels músics d'església més prominents d'Itàlia. Va ser precisament Giuseppe Perosi el seu primer mestre, així com ho fou dels seus altres fills (entre ells, Carlo Perosi va ser sacerdot i després cardenal i Marziano Perosi arribà a ser mestre de capella de la catedral de Milà entre 1930 i 1949).
Als sis anys va rebre les primeres lliçons de piano, els estudis estaven basats en l'escola de Sigmund Lebert i Ludwig Stark, però al mateix temps també estudiava a Bertini, Moscheles i Cramer, i aprenia les dificultats de Gradus ad Parnassum de Clementi. De seguida va ser atret pels compositors clàssics -Bach, Haydn, Mozart i Beethoven eren els seus favorits. Quan als deu anys va començar a tocar l'orgue, instrument amb el qual aviat va ser hàbil per tocar les sonates més difícils de cada època. Es delectava d'estudiar Palestrina, Vittoria, Jomelli, Scarlatti, Carissimi, Haëndel i Haydn.

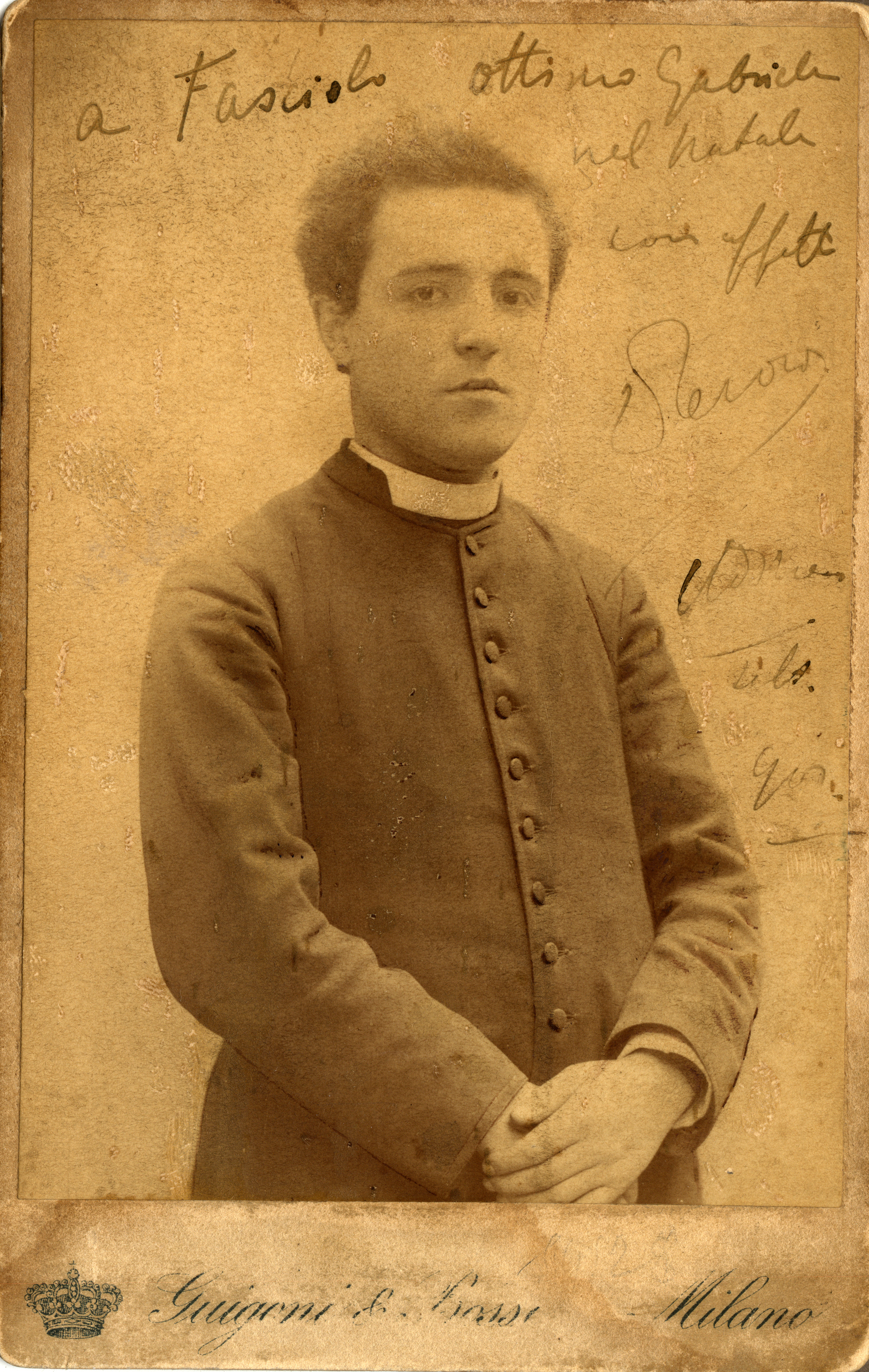
Perosi en una imatge del 1900

El 6 de març de 1887 Lorenzo va ingressar com a terciari franciscà, adoptant la signatura de Fra Lorenzo da Tortona. El 6 de juny de 1888 es trasllada a Roma amb el seu pare, on és rebut pel papa Lleó XIII, al qual ofereixen un àlbum amb les seves composicions litúrgiques. També aprova l'examen d'avaluació del Liceo Musicale di Santa Cecilia (actualment Accademia di Santa Cecilia) de Roma. De retorn a Tortona, va començar a seguir un curs per correspondència amb Michele Saladino, professor de contrapunt i fuga al Conservatori de Milà.
Als divuit anys, l'agost de 1890 publica a Música Sacra un Preludi per a orgue amb una presentació del mestre Giuseppe Gallignani. El novembre accedeix a la plaça d'organista i mestre de cant a l'abadia de Montecassino, llocs que abandonarà el 1891 per motius de salut. La seva breu estada a Montecassino serà, tanmateix, determinant en la seva formació, ja que en aquesta abadia benedictina va poder conrear el seu amor pel cant gregorià i aprofundir en el seu coneixement. Allà coneix a Ambrogio Amelli combatiu defensor de la restauració del cant sagrat i fundador, el mateix any, l'Associazione italiana di Santa Cecilia.

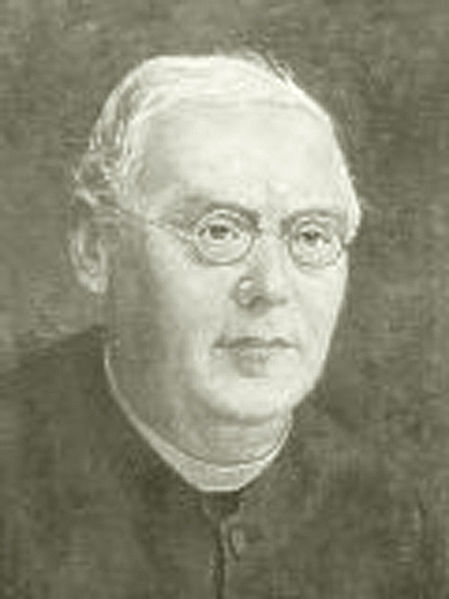
Franz Xaver Haberl, el seu mestre a Ratisbona

El 1892 es va diplomar a l'escola de contrapunt del Conservatori de Milà i després de tres mesos surt llicenciat amb una excel·lent votació. El novembre, a Vigevano, assumeix les funcions d'organista a l'església del convent del Sacramentine i educa els joves clergues del seminari. L'any següent va ser enviat, per compte del comte Francesco Cemuschi Lurani, ànima de la reforma Ceciliana, a Ratisbona, on es ret fervorós culte als grans mestres de la música sacra italiana, per continuar els estudis amb Franz Xaver Haberl, famós compositor de música sagrada. En aquesta ciutat Perosi va començar a publicar els seus primers treballs musicals amb un recull de trios per a orgue. El 1893 és nomenat mestre de capella a Imola, lloc on va completar els seus estudis teològics.
Després d'acabar els seus estudis del seminari (durant els quals va conèixer Luigi Orione, amb qui mantindrà amistat), la segona quinzena del mes de juny visita les famoses abadies benedictines de Beuron, Dakau i Solesmes. Aquesta última és particularment important com a centre d'estudis gregorians, on Josef Pothier i Andre Mocquerau el van ajudar a un "retorn a les fonts" a través del coneixement i la interpretació filològica dels codis. Es farà seguidor del corrent solesmensa.

## Director del cor de la Basílica de Sant Marc

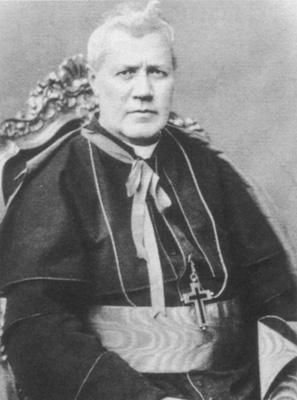
El Cardenal Sarto, futur papa Pius X

En aquell moment pren una decisió que serà molt influent en el seu futur. Va rebutjar el càrrec de professor d'orgue al Conservatori de Parma per acceptar el 6 d'agost la invitació del patriarca de Venècia, el cardenal Giuseppe Sarto que seria el futur papa Pius X, amb qui intercanvia la idea d'una reforma important de la música sacra i amb qui arriba a un acord per fer-se càrrec de la Cappella Marciana (cor de la Basílica de Sant Marc de Venècia).
Va ser ordenat sacerdot el 21 de setembre de 1895 pel cardenal Giuseppe Sarto. L'endemà va celebrar la primera missa a la Basílica de la Santa Casa de Loreto.
El 24 de maig de 1896 s'executa a la capella de Sant Marc Missa Capitularis, la seva primera missa i que es convertirà en la Missa [Primera] pontificalis, publicada el 1898. El 25 de desembre s'estrena a la catedral de Torí Missa Patriarchalis.
El 1897 compon la Cantata alla bachiana In coena Domini, que acabaria sent la primera part del que, amb altres dues, serà la "trilogia sagrada" La Passione di Cristo secondo San Marco. Mor Ferruccio Menegazzi, solista dels nois de la Capella de Sant Marc, a ell li dedica una Messa da Requiem i el motet Beati qui lugent. El setembre fa un pelegrinatge a Lorda. La fama del jove compositor va creixent, sobretot després de l'estrena el desembre a Santa Maria delle Grazie de Milà de La Passione di Cristo secondo San Marco.

## Oratoris i fama

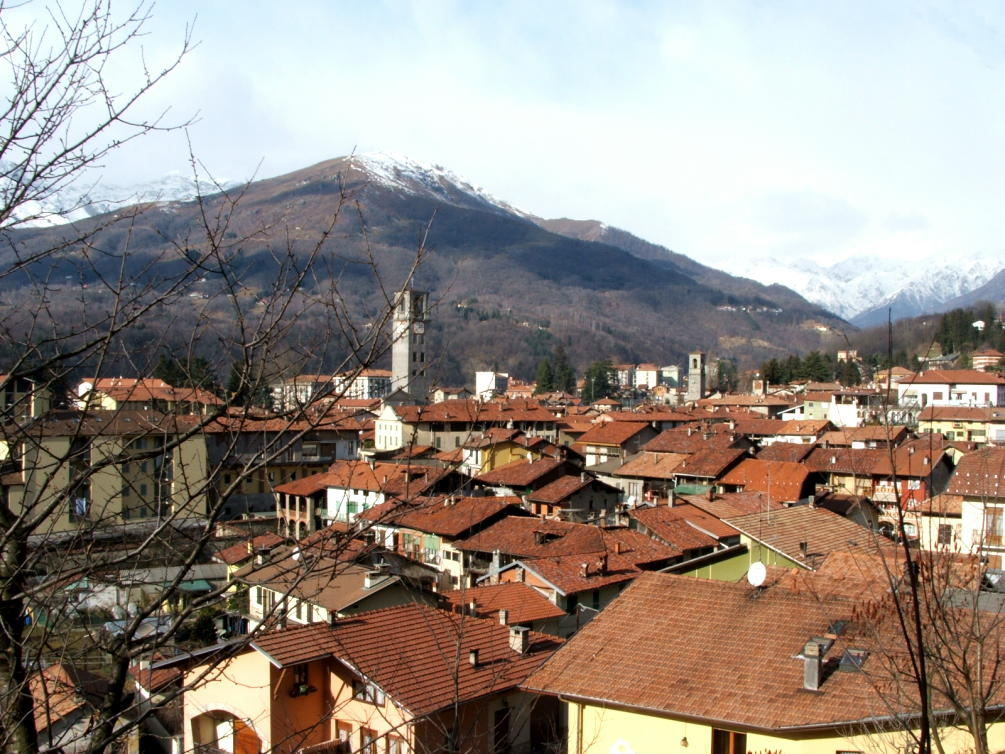
Panoràmica d'Andorno Micca on va compondre La Resurrezione di Cristo

El 20 març de 1898 estrena Trasfigurazione di Nostro Signore Gesù Cristo al Palau de l'Exposició Internacional de Venècia. El 28 de juliol estrena La risurrezione di Lazzaro al Teatre La Fenice de Venècia. L'estiu de 1898, fugint de la tòrrida Roma i instal·lat en un amè poblet anomenat Andorno Micca, al seu país de Biella, compon La risurrezione di Cristo. L'estrena fou el 13 de desembre La risurrezione di Cristo a l'església dels Sants Apòstols a Roma. Malgrat la seva joventut, vint-i-sis anys, monsenyor Perosi ja tenia decidida la seva estètica i resolta la seva tècnica, la que va aplicar a tota la seva família d'oratoris.
En dos anys havia compost i estrenat quatre oratoris, i la seva fama es va estendre ràpidament, tant que els crítics arribaren a parlar del Moment Perosià. Va fascinar tant al públic com a la crítica, i el sensacional jove compositor va guanyar fama a Itàlia i a nivell internacional. Ricordi es delectava per publicar les seves partitures, cosa rara per aquest tipus de música.
També va començar a ser convidat per dirigir els seus oratoris per Itàlia, França i Alemanya. Sales de concerts i revistes especialitzades anaven sovint plens de la música de Perosi. La seva música no solament es va fer molt popular entre les masses de fidels, també compositors importants van manifestar la seva estimació per Perosi: així ho van fer Giacomo Puccini, Pietro Mascagni, Arrigo Boito, Jules Massenet, Alexandre Guilmant o Leoš Janáček.
Amb només 25 anys, la seva fama també s'estén per Europa. Així, Cesare escriu a La Vanguardia el 1898:
| «                       | La manifestació artística de major importància en aquests últims dies s'ha realitzat a Venècia i, com he indicat ja, es refereix a la música, i precisant més, a la música religiosa. Potser el telègraf hagi portat a Barcelona el nom de Lorenzo Perosi, fa dos mesos conegut només a Venècia i entre els músics i aficionats que tenen la sort de poder assaborir les primícies dels enginys abans que transcendeixin al gran públic, i avui aclamat a tot Itàlia com un dels més excelsos entre els dels compositors de música sacra i estès a Europa per les cent trompetes de la fama. | » |
| — Cesare. La Vanguardia | |   |

Per donar una idea aproximada de l'èxit que va tenir, n'hi haurà prou amb dir que de La risurrezione di Lazzaro a Venècia es van donar set audicions, quatre més del projectat. Va obtenir un benefici de dotze mil lires, que es van ser lliurar als pobres. Té encara més merit si es té en compte que l'èxit de Perosi va arribar en el moment que la vida musical italiana estava dominada per l'òpera, fins i tot alguns crítics va a arribar a dominar les obres com "òpera en sotana".

## Director del Cor de la Capella Sixtina

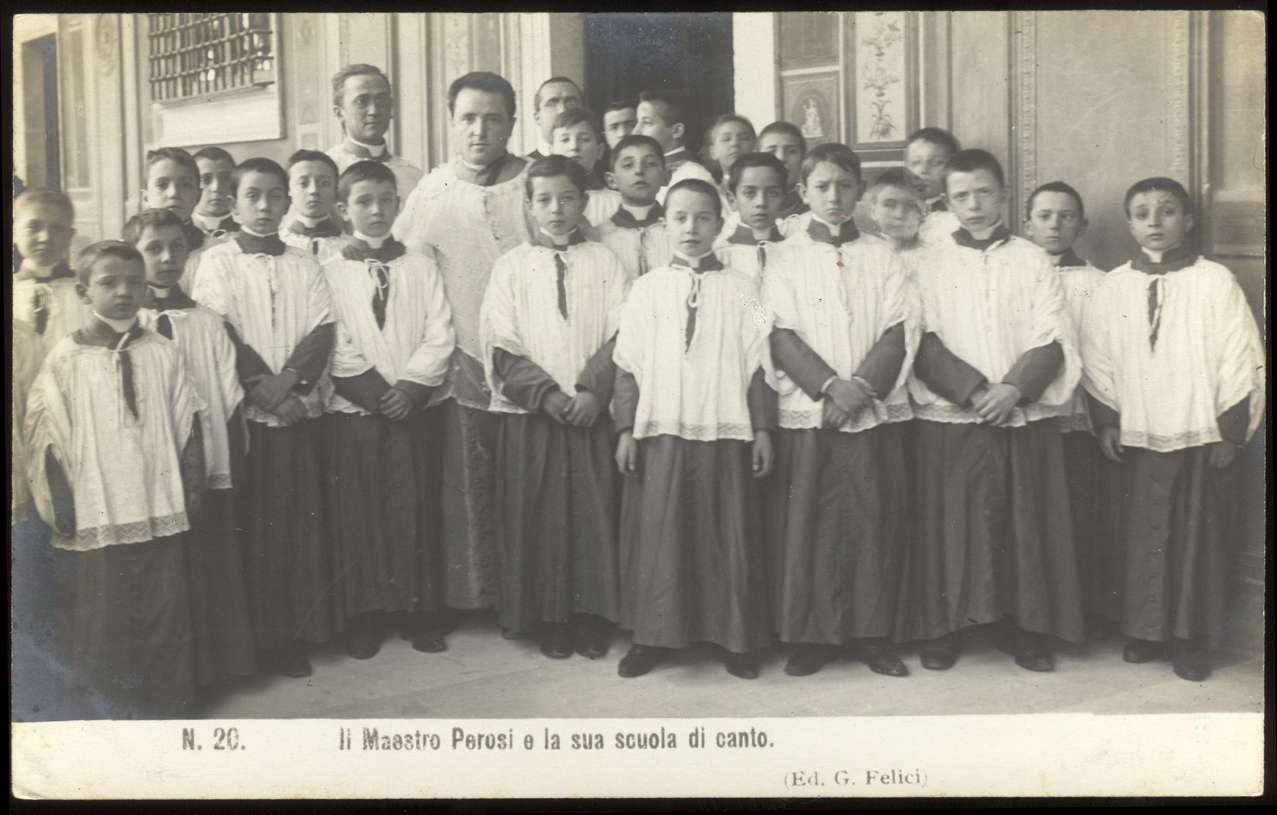
Perosi i els alumnes de l'escola de cant de la Capella Sixtina

També va atreure l'atenció del papa Lleó XIII, que seguint la recomanació del cardenal Sarto, el 15 de desembre de 1898 el crida a Roma per ajudar a l'ancià mestre Domenico Mustafà en la direcció de la Cappella Musicale Pontificia Sistina (és a dir, del Cor de la Capella Sixtina), nominant-lo quatre anys més tard com a director perpetu, càrrec que Perosi ocuparà fins a la seva mort. Ambdós compositors van tenir relacions difícils.
La característica de la seva música consisteix a renovar l'antic, associant l'austera puresa clàssica als ímpetus apassionats i a les violències descriptives de l'escola wagneriana. Perosi coneix tots els secrets del cant gregorià. Entre els músics antics els seus entusiasmes se'n van cap a Palestrina i el seu contemporani Orlando de Lasso. Dels seus contemporanis, estima a Wagner amb fervor i a Bach amb veneració i gairebé mística tendresa: de fet, l'anomenava papa Bach.
No en va tenir prou amb els triomfs assolits entre els seus compatriotes i va decidir traslladar-se a París. El 2 de març de 1899, al Cirque d'Eté des Champs Elisées, va donar una audició a gran orquestra i grans masses corals de La risurrezione di Cristo, el més important, més inspirat i més acabat, almenys és el que es deia, dels esmentats oratoris. El públic, formidablement selecte, que va assistir al concert, va tributar una ovació entusiasta al jove mestre que dirigia la seva pròpia obra. Tanmateix, la crítica no va voler col·laborar en aquesta ratificació, titllant-la de poc original i profunda.
Entre 1900 i 1907 moltes de les seves estrenes van tenir lloc en el Salone Perosi de Milà (Via Barnaba, 46), una antiga església habilitada com a auditori expressament per a la interpretació de la música sacra de Perosi. Al Saló Perosi el compositor va trobar un lloc apropiat per a l'execució de la seva música, en ser più ecclesiastico di un teatro e più teatrale di una chiesa (més eclesial que un teatre i més teatral que una església). L'estrena més important va ser la de l'oratori Mosè, que va dirigir Arturo Toscanini el maig de 1901.

## Problemes de salut

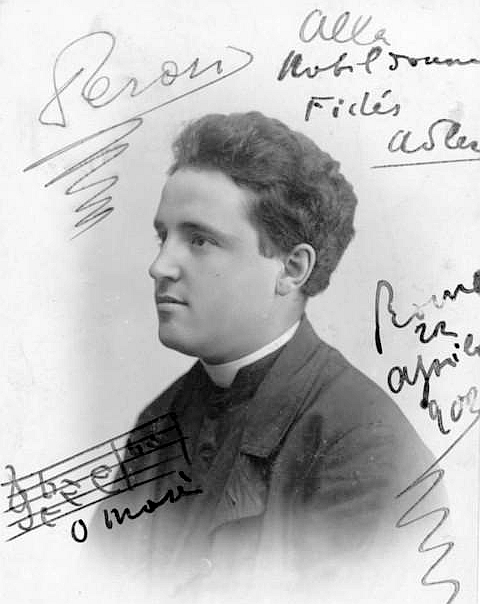
Perosi al voltant de 1900

El 1903 va començar a tenir problemes nerviosos i va arribar a patir mania persecutòria. El 1908, després de la mort del seu pare, va passar una profunda crisi, en la qual va arribar a repudiar tota la música que havia compost fins llavors. Per consell mèdic, es va retirar durant un temps a Bandino (Florència). La seva salut va millorar i el 1910 va tornar a les seves activitats normals, però el 1913 una nova crisi el va tornar a portar a considerar superades les seves obres musicals. Durant els moments més aguts d'aquesta crisi, la direcció del cor de la Capella Sixtina va ser assumida interinament pel seu germà Marziano i per monsenyor Raffaele Casimiri.
El 1922 va passar una altra greu crisi espiritual i religiosa, agreujada per la mort de la seva mare. Davant del temor que pogués destruir els seus manuscrits, va ser declarat en entredit pel Tribunal Eclesiàstic de Roma. L'any següent va iniciar un rigorós règim vegetarià (va començar a firmar com Piero Piolti il vegetariano). Les seves condicions de salut, tanmateix, no li van impedir compondre i dirigir. Així, el 19 de gener de 1925 va dirigir a la Basílica de Santa Maria degli Angeli i dei Martiri de Roma (amb la família reial present) la Missa fúnebre oficial dedicada a Giacomo Puccini, mort el 29 de novembre de 1924.

## Recuperació i últims anys
El 1930 va ser revocada la interdita i el 1936 Pius XI li va concedir de nou el permís per celebrar missa. A proposta de Pietro Mascagni va ser nomenat membre de l'Accademia d'Italia. Perosi va tornar a complir les seves funcions a la Capella Sixtina i va començar un període de gran activitat: va ser director de Radio Ciutat del Vaticà, emissora des de la qual la seva música va ser difosa a tot el món.
El 21 de desembre de 1952, l'ancià mestre Lorenzo Perosi, en complir els seus vuitanta anys, no podia rebre millor homenatge que el de la presència del mateix Papa Pius XII en un concert donat fora de la Ciutat del Vaticà. El mateix Estat italià, per la seva part, va contribuir a aquest homenatge deixant la magnífica Orquestra de Santa Cecília, la més important d'Itàlia, i un grup d'excel·lents cantants, i fent acte de presència física amb altes personalitats, entre les quals l'esposa del President de la República. La presència de Pius XII en aquest concert dirigit per Perosi tenia el significat no només d'un homenatge a l'insigne renovador de la música sacra sinó també a l'amic de la infantesa i de l'adolescència. El Papa, des d'un tron improvisat, va seguir amb profunda atenció l'execució de l'oratori de Perosi i al final va cridar el compositor i director, el qual va abraçar i va besar mentre tot l'Auditorium tributava a l'ancià mestre una ovació imposant. Ei Pontífice va recordar a Perosi que havia assistit també a la primera execució de Il Natale del Redentore, el 1899, a Roma.

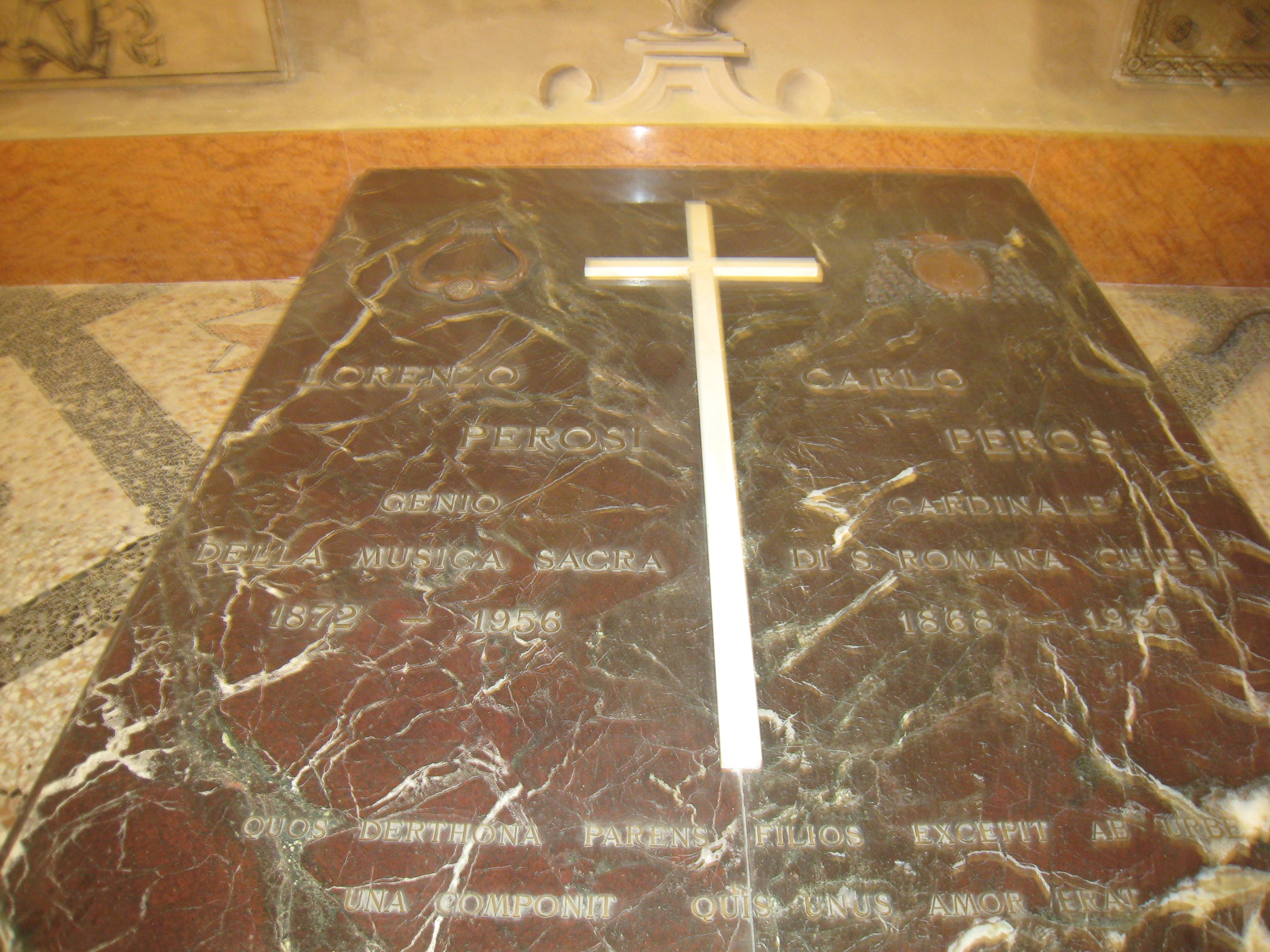
Tomba de Lorenzo Perosi i el seu germà, el cardenal Carlo Perosi, a la Catedral de Tortona

L'1 març de 1953, el Liceu li va retre també un homenatge amb motiu del seu recent aniversari amb la inclusió de La risurrezione di Cristo en els tradicionals concerts de Quaresma.
El març de 1954 se li van descobrir greus problemes circulatoris i la seva salut va anar empitjorant progressivament. El 12 de març de 1955, aniversari de l'elevació al papat de Pius XII, va dirigir per última vegada el cor a la Capella Sixtina. El 12 d'octubre de 1956 va morir a Roma, a l'edat de 83 anys.
Quan en els seus anys de joventut Lorenzo Perosi va escriure la Missa dels Cardenals no imaginava, sens dubte, que aquells acords que brollaven de la seva ànima d'artista precoç i prodigiós ressonarien el dia del seu funeral, sota la volta de la Basílica de Sant Pere del Vaticà. Ni amb el major esforç de la fantasia hauria pogut suposar tampoc que oficiaria la missa el vicari general de Roma, assistit per tots els canonges de la basílica en presència de nou cardenals i dels representants d'uns altres tres; a més de nombrosíssimes personalitats italianes i estrangeres del món musical i polític.
A iniciativa del seu germà, el cardenal Carlo Perosi, s'inicià una col·lecció de totes les obres de Perosi al Vaticà. Avui, la secció es coneix com La Perosiana. Les seves obres va ser molt i molt populars a la majoria de països de confessió catòlica. A Catalunya es conserven partitures de les seves obres en un nombre considerable d'arxius, bona prova que aquestes obres van ser-hi interpretades.
Després de la mort del mestre, es van trobar moltes partitures a la seva habitació, entre les més importants hi havia vuit simfonies dedicades a ciutats italianes. Totes estaven completes menys la primera dedicada a Nàpols.

## Estil
La música de Perosi està molt influïda pel seu profund coneixement del cant gregorià i de la polifonia del segle xvi. Va defugir per complet de l'estil imperant en la música profana del moment, això és, l'òpera post-verdiana i el verisme. Va concedir gran importància als texts de les seves obres, una mica lògic al tractar-se de música litúrgica o religiosa pensada per interpretar-se als temples i no a les sales de concert, encara que també va compondre música de cambra, obres orquestrals i organístiques.

## Obres

### Misses
- Missa Davidica (1894)
- Missa Patriarcalis (1894)
- Missa Brevis in Honorem BMV Sub Titulo Piratellii (1894)
- Missa in Honorem Beati Ambrosii (1895)
- Missa in Honorem Beati Gregori Barbarici (1897)
- Missa in Honorem SS Gervasii et Protasii (1897)
- Missa Te Deum Laudamus a dues veus (1897)
- Missa Eucharistica (1897)
- Missa Prima Pontificalis (1897)
- Messa di Requiem (1897)
- Missa Pro Defunctis (1898)
- Missa Benedicamus Domino (1899)
- Messa per la Canonizzazione del Beato Giovanni Battisa De La Salle (1900)
- Messa di Requiem (1902)
- Missa Leone XIII (1903)
- Missa Secunda Pontificalis (1906)
- Missa Pro Defunctis (1913)
- Messa per l'anno Giubilare (1933)
- Messa per Don Bosco (1934)
- Messa Gregoriana di Requiem (1936)
- Missa in Honorem Beata Cabrini (1938)
- Messa Pio XII (1942)
- Missa in Honorem S. Scolastica (1947)
- Missa Emicat Meridies (1952)
- Missa Cerviana
- Missa O Santissima
- Missa in Honorem S Franciscae Romanae
- Messa di Requiem
- Messa Pio X
- Missa de Beata
- Missa Prima in Honorem Beati Caroli
- Missa Secunda in Honorem Beati Caroli
- Missa Natalitia in Honorem S. Josephi Cottolengo
- Messa a cinque voci dispari (1894), perduda
- Messa corale di requiem (1895), perduda
- Messa Marciana (1897), perduda
- Missa Prima Gregoriana (1897), perduda
- Missa Praeconium Gloriarum (1897), perduda
- Messa in Suffraggio del Maestro Salvatore Meluzzi (1905), perduda
- Missa Secunda Gregoriana (1937), perduda
- Messa San Francesco Zaverio (1952), perduda
- Messa degli Ottant'anni (1952), perduda
- Messa S. Gregorio del Bufalo (1954), perduda
- Messa di Natale (només algunes parts han sobreviscut)
- Messa per la Circoncisione (només algunes parts han sobreviscut)
- Messa di Quaresima I domenica (només algunes parts han sobreviscut)
- Messa di Quaresima II domenica (només algunes parts han sobreviscut)
- Messa di Quaresima III domenica (només algunes parts han sobreviscut)
- Messa per le Palme (només algunes parts han sobreviscut)
- Messa di Pasqua (només algunes parts han sobreviscut)
- Messa per l'Ascensione (només algunes parts han sobreviscut)
- Messa di Pentecoste (només algunes parts han sobreviscut)
- Messa Immacolata Gaudens Gaudebo (només algunes parts han sobreviscut)
- Messa San Paolo (només algunes parts han sobreviscut)

### Oratoris
La fórmula perosiana sintetitza la grandiositat de l'oratori barroc amb els recursos de l'oratori romàntic, tot això servit pel seu coneixement de la música eclesial antiga, des del cant gregorià i la polifonia renaixentista fins a la recitació immemorial de les litúrgies romanes. La seva orquestració prudent i efectiva proveeix d'atmosferes als diferents quadres i dona diversa textura a les vinyetes: intimitat, reflexió, tumult, estremiment, apoteosi.
- La Passione di Cristo secondo San Marco (1897)
- Trasfigurazione di Nostro Signore Gesù Cristo (1898)
- La risurrezione di Lazzaro (1898)
- La risurrezione di Cristo (1898)
- Il Natale del Redentore (1899)
- L'entrata di Cristo in Gerusalemme (1900)
- La strage degli innocenti (1900)
- Mosè (1900), amb aquesta obra debutà el baix basc José Mardones[19]
- Stabat Mater (1904)
- Il Giudizio Universale (1904)
- Dies Iste (1904)
- Transitus Animae (1907)
- In Patris Memoriam (1909)
- Vespertina Oratio (1912)
- Le Sette Parole di N.S.G.C. sulla Croce (1913)
- La Samaritana (1913)
- In Diebus Tribolationis (1916)
- Il Sogno Interpretato (1928)
- In Fratris Memoriam (1930)
- In Transitu Sancti Patris Nostri Francisci (1937)
- Natalitia (1937)
- Il Nazareno (1950)

### Salms
- Beatus vir, Laudate Pueri, Dixit Dominus

### Altres obres religioses
- La Passione di Cristo secondo S. Marco: trilogia sacra per a solistes, cor i orquestra
- Stabat mater a quatre veus
- Ave Maria a dues veus

#### Cançons
Algunes cançons pietoses de Perosi van ser molt populars a Itàlia i es van interpretar abundantment fins a la renovació del repertori musical popular que va suposar el Concili del Vaticà II. Algunes d'aquestes cançons són:
- Lodate Maria
- Mille volte benedetta
- Mondo, più per me non sei
- Pietà Signor
- Sei Pura sei Pia

### Suites
- Suite núm. 1 Roma
- Suite núm. 2 Venezia
- Suite núm. 3 Firenze
- Suite núm. 4 Messina
- Suite núm. 5 Verona
- Suite núm. 5 Tortona
- Suite núm. 6 Milano
- Suite núm. 7 Torino
- Suite núm. 8 Genova
- Suite núm. 9 Napoli